# Emil Musil-Daňkovský
Emil Musil-Daňkovský (7. listopad 1857 Daňkovice – 8. únor 1941 Kutná Hora) byl moravský učitel a myslivecký publicista v obci Mokré.

## Život
Emil Musil-Daňkovský se narodil 7. 11. 1857 v Daňkovicích u Nového Města na Moravě v učitelské rodině Franze Musila a Anny rozené Petrové. Měl tři sourozence: Franze (1855), Annu (1856) a Emilii (1860).
Školu navštěvoval v rodné vsi a ve Svitavách, kde se učil německy. V roce 1871 odešel na evangelický vzdělávací ústav do Staré Čavy u Velkého Hlohova a v roce 1873 již učil na evangelické škole v Mikulůvce u Vsetína na Moravě. Byl to člověk, který se stále vzdělával. V roce 1877 odmaturoval a získal tak vysvědčení učitelské dospělosti. Učil na několika místech, až v roce 1882 byl ustanoven učitelem a správcem školy v Mokrém.
Emil Musil-Daňkovský se aktivně zapojoval do života v obci. Byl zakladatelem Čtenářsko-hospodářské besedy, působil v ní jako jednatel a předseda. Angažoval se také v učitelské jednotě Budeč Opočenská v Dobrušce, kde přijal funkci předsedy. Byl redaktorem časopisu Lovecká besídka (od srpna 1894 do července 1902 vyšlo 8 ročníků). Byla to sbírka poučného a zábavného čtení pro přátele myslivosti a přírody. Časopis přinášel básně, romány, novely, fejetony, úvahy, povídky a články s loveckou a přírodopisnou tematikou. Publikoval zde např. Alois Jirásek nebo F. S. Kodym. Redakce časopisu byla v mokerské škole. Dále přispíval do českých časopisů, především pedagogickými články pro mládež. Publikoval také do časopisů Lovecký obzor, Lesnický týdeník, Z lesů. Samostatně vydal přes 20 spisů. Překládal z němčiny a francouzštiny (např. Karla Maye). Psal články z oboru pěstitelství, chovatelství, věnoval se vlastivědě. Byl redaktorem Myslivecké besídky.
V Mokrém působil do roku 1919, kdy odešel na odpočinek do Kutné Hory, kde zemřel 8. 2. 1941.
Emil Musil používal často pseudonymů:
- E. ze Lví Hory, Sylvanus, E. Lubinský, Cyril Sekáček, J. Zástěra, J. Kutnohorský, Konst. Tichý, E. M-D.

Seznam jeho prací je na stránkách kroniky obce v oddíle Dílo Emila Musila-Daňkovského, který se postupně doplňuje.
Jeho synem byl malíř Ladislav Musil, který se narodil 21. 9. 1885 v Mokrém, datum úmrtí nebylo zjištěno. Studoval na Českém vysokém učení technickém a Univerzitě Karlově v Praze. Soukromě dále studoval malířské umění doma i v cizině. Maloval převážně krajiny.

## Dílo

### Spisy
- Obrázky přírodopisné. Část I – kreslil Karel Ladislav Thuma. Nové Město nad Metují: Bohdan Böhm, 1884
- Obrázky národopisné – mládeži dospělejší napsali František Kretz a E. Musil-Daňkovský; maloval Emil Zillich. Nové Město n. Metují: Bohdan Böhm, 1886
- Kvítky z besídky: pro naše dítky [obsahuje přívazky: Obrázky z Karpat – Antonín Josef Zavadil; Po oblacích – Julius Starkel; Kytice jarní – Josef Soukal; Dětský svět – K. V. Kuttan; Cesta Pojizeřím – Václav Špaček; Z kroniky předkův – Josef Soukal; Javorský purkmistr – A. B. Šťastný] – ilustroval K. L. Thuma. Velké Meziříčí: J. F. Šašek, 1891
- Listy z cest: obrazy cestovní a národopisné – Praha: Alois Hynek, 1891
- Z Chrudimska – obrázky cestopisné a místopisné. Pardubice: František Hoblík, 1892
- Nové kvítky z besídky [Přívazek: Ať slouží ke zdraví!: humoresky Čeňka Kalandry] – ilustroval K. L.Thuma.
- Obrázky přírodopisné. Část II – dospělejší mládeži; obrázky kreslil Jan Dobeš. Jaroměř: F. Popelka, 1892
- Obrázky přírodopisné. Část III – Velké Meziříčí: Šašek a Frgal, 1893
- Obrázky přírodopisné. Část IV – ilustroval K. L. Thuma. Velké Meziříčí: Šašek a Frgal, 1896
- Obrázky přírodopisné. Část V – Velké Meziříčí: Šašek a Frgal, 1898
- Obrázky přírodopisné. Část VI – Velké Meziříčí: Šašek a Frgal, 1900
- Nové listy z cest – Praha: A. Hynek, 1901
- Pod jabloní: povídky a verše – Praha: M. Knapp, 1903
- Verše: český pravopis ve verších – Praha: vlastním nákladem, 1905
- Pěstování zvěře užitkové a hubení škodné: (kterak udržeti a zvelebiti stav zvěře) – Emil Musil-Daňkovský, František Štětka a Ladislav Štětka. Praha: Bří. Štětkové, 1923
- 22 let Jednoty českobratrské v Kutné Hoře: k slavnostnímu otevření modlitebny – Kutná Hora: Horák a spol., 1924

### Překlady
- Podivný vánoční stromek – L. Kuhls. Pardubice: F. a V. Hoblík, 1881
- Život a jeho vůle: povídky – z francouzštiny. Velké Meziříčí: J. F. Šašek, 1884
- Dědictví strýce Koba: román. Díl 1.–3. – Jules Girardin. Praha: J. R. Vilímek, 1892
- Nový Robinson – P. J. Stahl a E. Müller; s 30 vyobrazeními Yan’ Dargenta. Praha: J. R. Vilímek, 1899
- Zvěř černá: pojednání přírodnicko-lovecké – z polštiny; Vladislav Spausta. Mokré: Lovecká Besídka, 1899
- V říši stříbrného lva [obsahuje: Vězeň Bagdadský – Tajemství věže Babylonské – Kníže temnot – Vítězství světla] – Karel May; s illustracemi Josefa Ulricha. Praha: J. R. Vilímek, 1905–1906
- Za zvlčelcem: myslivecká pověst ze starších dob – Émile Erckmann-Chatrian. Praha: J. V. Rozmara, 1928
- Vesnice v polesí: román – Paul Keller, z polštiny. Praha: J. V. Rozmara, 1930–
- Poklad ve Stříbrném jezeře – Karel May; ilustroval Zdeněk Burian. Praha: Jan Toužimský, 1932
- Petrolejový princ: povídka z Dalekého Západu – Karel May ilustroval Zdeněk Burian. Praha: Toužimský a Moravec, 1937

### Jiné
- Květnice mládeže. Ročník I. – pořadatel E. Musil-Daňkovský. Nové Město n. Metují, 1885
- Kytice Komenského: k oslavě 300leté ročnice narozenin Jana Amosa Komenského – uspořádal. Turnov: J. Sluka, 1892
- Čechoslováci na cestách: revue pro cestování, ruch lázeňský a turistika. Roč. I., čís. 1 – redaktor Emil Musil-Daňkovský. 1927
- Z našich mysliven: humoresky staršího i novějšího data. Díl I – sebral a upravil. Praha: J. V. Rozmara, 1928
- Z našich mysliven: humoresky staršího i novějšího data. Díl II – sebral a upravil. Praha: J. V. Rozmara, 1929
- Ze školy latinské: veršované humoresky myslivecké – podává. Praha: J. V. Rozmara, 1930